# Villahermosa (Ciudad Real)
Villahermosa es un municipio y localidad española del sureste de la provincia de Ciudad Real, en la comunidad autónoma de Castilla-La Mancha. Forma parte de la comarca del Campo de Montiel y cuenta con una población de 1908 habitantes (INE 2017).

## Geografía
Situada a 956 metros de altitud. El punto más alto de su término municipal se encuentra a 1017 m sobre el nivel del mar, en el lugar llamado "Vacanás".
Su término municipal tiene 363,01 km² y limita al norte con los municipios de Ossa de Montiel (provincia de Albacete) y Alhambra, al este con los de Villanueva de la Fuente y El Bonillo (Albacete), al sur con Montiel, y al oeste con Fuenllana y Carrizosa. Siendo sus coordenadas: 38°45′N 2°52′O / 38.750, -2.867
| Noroeste: Alhambra          | Norte: Ossa de Montiel | Noreste: Ossa de Montiel y El Bonillo      |
| Oeste: Alhambra y Carrizosa |                        | Este: Villanueva de la Fuente              |
| Suroeste Fuenllana          | Sur: Montiel           | Sureste: Villanueva de la Fuente y Montiel |

Las localidades cercanas más importantes son Villanueva de los Infantes (14 km), Valdepeñas (45 km) y Manzanares (58 km). Se encuentra a 106 km por carretera de la capital de la provincia, Ciudad Real, y a 235 km de Madrid.
En su mismo término municipal a unos 10 km se encuentran las aldeas de Cañamares y de Santa María, actualmente casi despobladas.
A unos 16 km del casco urbano se encuentra la Laguna Blanca, primera de las Lagunas de Ruidera en cuyas inmediaciones, en un lugar llamado los "zampollones", nace el río Guadiana; también nacen en este término municipal el río Azuer, afluente del Guadiana, y el río Cañamares cerca de la aldea del mismo nombre y que vierte en el Azuer después de pasar por la vecina localidad de Carrizosa. Precisamente el abastecimiento principal de agua potable de la localidad se ha hecho desde los años setenta desde la "Fuensomera" una de las fuentes principales del nacimiento de este último río. 

## Historia
Existen varios yacimientos en los que se han encontrado vestigios provenientes de épocas prehistóricas en las vegas de los ríos y en las proximidades del río Jabalón, que denotan una presencia humana desde el Paleolítico en estos parajes.
Así existen pruebas de asentamientos de la Edad del Bronce y de la Edad del Hierro, así como de la época ibero-romana.
El territorio donde se encuentra Villahermosa fue reconquistado a los árabes en las primeras décadas del siglo XIII, seguramente antes de 1227 cuando el vecino Castillo de la Estrella pasó a manos de la Orden de Santiago junto al resto del Campo de Montiel. Esta orden militar gobernó Villahermosa como parte de su comarca durante más de ocho siglos, hasta el siglo XIX.
El primer asentamiento permanente en el actual núcleo urbano se puede datar en la Edad Media al coincidir en este lugar un importante cruce de caminos, los que iban desde Cuenca a Granada y desde Valencia a Calatrava, y la existencia de agua muy somera, hecho este que hará que aquella aldea sea conocida con el nombre de Pozuelo (o Pozo hondo).
La aldea de Pozuelo dependió de Montiel, hasta que el 22 de septiembre de 1444, el infante Enrique de Aragón, maestre de la Orden de Santiago, le otorgó la "Carta puebla", desligándola de Montiel y dándole el actual nombre de Villahermosa, creándose la Encomienda de Villahermosa. También entonces recibió su escudo formado por tres veneras en triángulo. En este momento ya existía la torre de la iglesia parroquial que estaba en construcción. Esta carta de privilegio fue confirmada por el capítulo general de la Orden celebrado en Uclés y continuado en Ocaña el 4 de mayo de 1480.
El 8 de febrero de 1566, el rey Felipe II quitó a todos los pueblos del partido la jurisdicción civil y criminal que pasó a la cabecera del Partido donde residía el alcalde mayor o gobernador. El 28 de marzo de 1587, el mismo rey restableció la jurisdicción previo pago de una cantidad al fisco. La nueva carta de privilegio fue otorgada por el rey Felipe III a principios del siglo XVII.
A 5 de mayo de 1752 según el Catastro de Ensenada (Archivo General de Simancas, Dirección General de Rentas, 1.ª remesa, Libro 469), la población de Villahermosa era de 665 vecinos incluyendo viudas y eclesiásticos, más otros 34 que vivían en casas de campo todo el año.
De ellos de labranza había 120 labradores, 27 mayorales sirvientes de labradores, 4 ayudadores y 7 zagales, de yeguas, mulas y machos había 13 mayorales, 9 ayudadores y 7 zagales, de lanar y cabrío había 18 mayorales, 7 ayudadores y 10 zagales, de labor de bueyes había 2 mayorales y 4 zagales, aparte 1 guarda de tierra, 2 mandaderos, 18 muchachos de hatos, 8 guardas de un colmenar y 120 jornaleros. Además 11 pobres impedidos, más un pobre ostiatim (lat. «de puerta en puerta») y 29 viudas pobres de solemnidad.

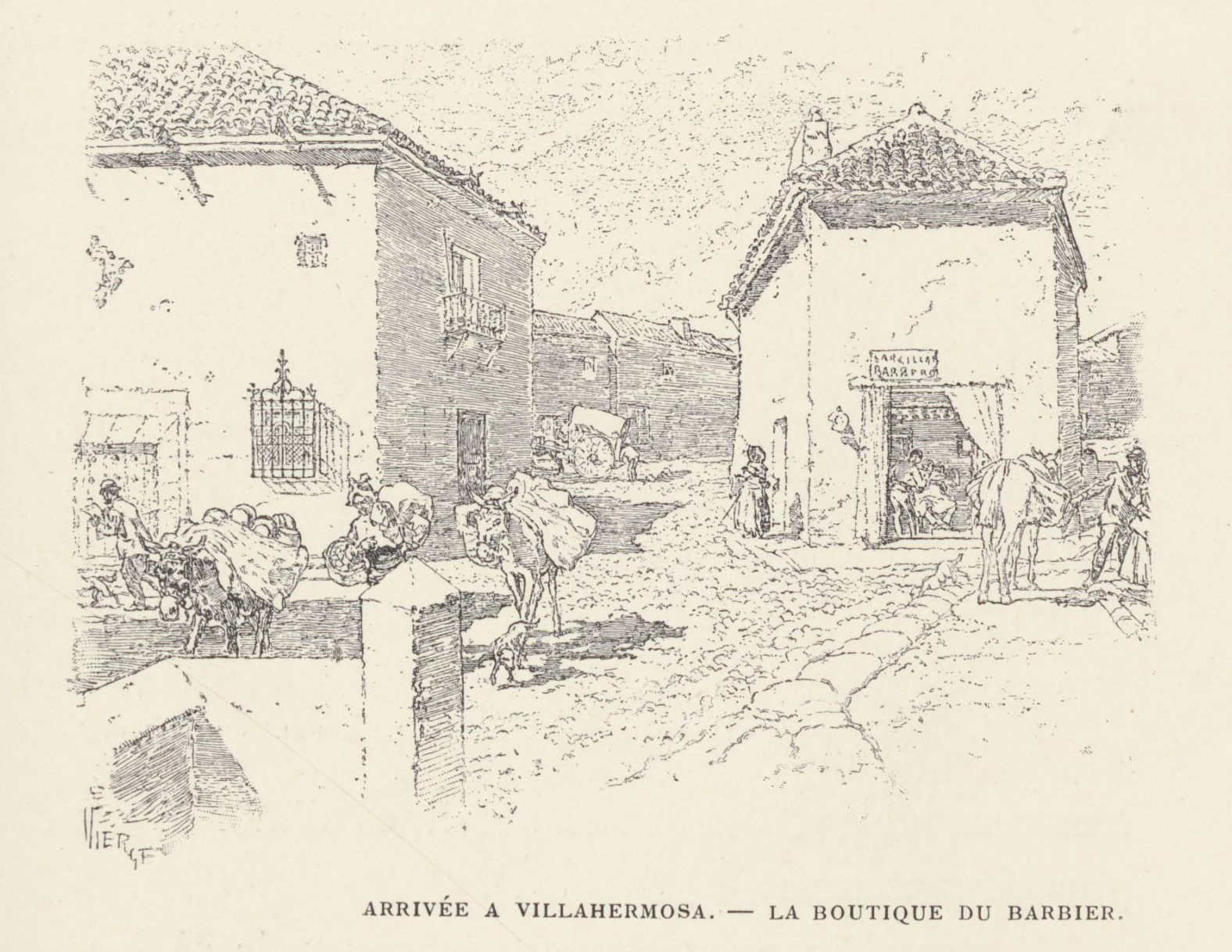
Escena en Villahermosa por Vierge (Au pays de Don Quichotte, 1901)

A finales del siglo XVIII la población era de 2633 habitantes, siendo la cuarta población del Campo de Montiel. Por esta época fue comendador de Villahermosa el infante Luis Antonio de Borbón, hijo de Felipe V. En 1833 se integra, como la mayor parte de la comarca, en la provincia de Ciudad Real.
La concentración de la propiedad en muy pocas manos, algunas de ellas nobles, provocó el aumento de las tensiones sociales que llevaron al estallido de varios disturbios durante la II República. Como toda la provincia de Ciudad Real, Villahermosa estuvo en territorio republicano durante toda la Guerra Civil. Al estallar el conflicto, se produjo la destrucción de importantes bienes eclesiásticos, especialmente el retablo de la Iglesia parroquial que databa de finales del siglo XVI.
En enero de 1933, Villahermosa fue uno de los primeros pueblos de la provincia en tener una alcaldesa. Margarita Dehesa Santos (1908-1993), maestra nacional nacida en Madrid y con plaza en esta localidad, fue designada para presidir la comisión gestora del Ayuntamiento como alcaldesa-presidenta al ser el funcionario nacional más joven residente en la localidad. Ejerció como tal desde el 31 de enero de 1933 hasta el 12 de junio del mismo año.
A finales de los años sesenta del siglo XX, la instalación del primer taller de confección de prendas textiles supuso una diversificación de la economía hasta entonces limitada exclusivamente a la agricultura y la ganadería. A pesar de ello, desde los años sesenta la sangría migratoria ha sido constante, lo que le ha llevado a perder alrededor de dos tercios de su población en los últimos 55 años (en 1960 la población era de casi 6000 habitantes, actualmente de menos de 2000).
El 18 de julio de 1998 se celebró en la iglesia parroquial de Villahermosa el enlace matrimonial entre Adolfo Suárez Illana, hijo del antiguo presidente del gobierno Adolfo Suárez González, e Isabel Flores, hija del conocido ganadero de reses bravas Samuel Flores. A este enlace oficiado por el entonces obispo de Getafe, asistieron los reyes de España Juan Carlos y Sofía, acompañados de sus hijos, el entonces príncipe de Asturias, actual rey Felipe VI, y de la infanta Cristina. También asistió el entonces presidente del gobierno José María Aznar acompañado de su esposa Ana Botella y otras muchas más personalidades del mundo de la política, la cultura y el toreo.
En diciembre de 2018, un programa de la televisión regional Castilla-La Mancha Media, proclamó a Villahermosa como el "pueblo más bonito de Castilla-La Mancha 2018". Debido a esto, Castilla-La Mancha Media retransmitió las campanadas de fin de año 2018 y recibió el año 2019 desde la plaza de España de Villahermosa.

## Transporte
Se encuentra situada en el punto kilométrico 137 de la carretera regional CM-412 que comunica Ciudad Real con el levante español. También se encuentra conectada por carreteras provinciales con Montiel (CR-641), Carrizosa (CR-6421) y Ossa de Montiel (CR-640, hasta el límite de la provincia de Ciudad Real).
La proyectada autovía del IV Centenario que discurriría principalmente por el actual trazado de la CM-412, habría supuesto una mejora de las comunicaciones por carretera tanto hacia el levante como hacia Valdepeñas y Ciudad Real.
Por tren, la estación más próxima se encuentra en Valdepeñas.

## Demografía
Villahermosa cuenta con una población de 1709 habitantes (INE 2024).
| Gráfica de evolución demográfica de Villahermosa entre 1842 y 2021 |
| |
| Población de derecho según los censos de población del INE Población de hecho según los censos de población del INEEntre el censo de 1857 y el anterior, crece el término del municipio porque incorpora a Cañamares |

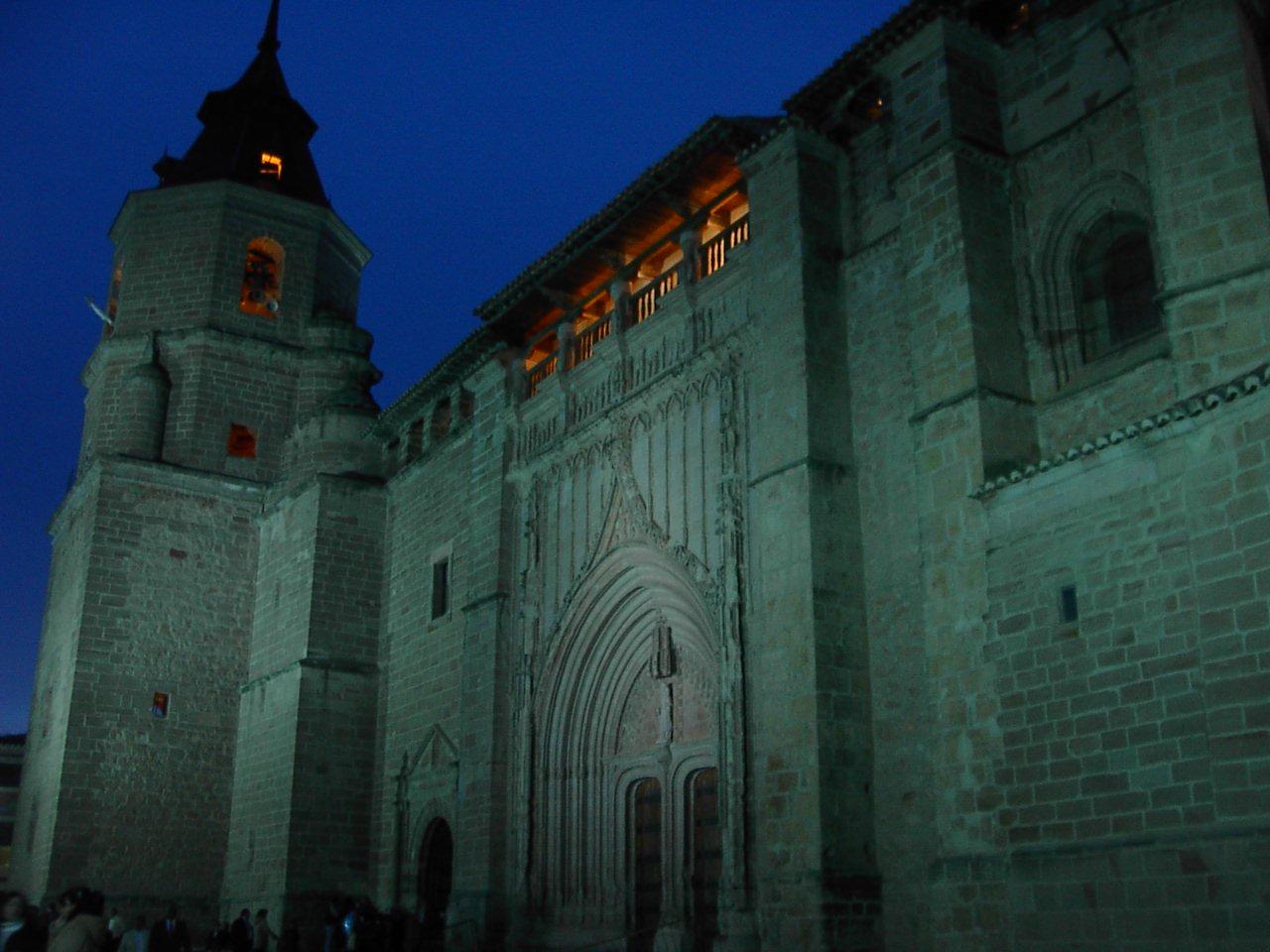
Iglesia parroquial

El gentilicio es villahermoseño o villahermoseña. Sus habitantes también son conocidos con el nombre más popular de calducho o calducha.
Su código postal es el 13332.
Evolución demográfica
| 1900 | 1910 | 1920 | 1930 | 1940 | 1950 | 1960 | 1970 | 1981 | 1991 | 2000 | 2010 | 2020 |
| ---- | ---- | ---- | ---- | ---- | ---- | ---- | ---- | ---- | ---- | ---- | ---- | ---- |
| 4581 | 5423 | 5097 | 5727 | 6161 | 6359 | 5869 | 4951 | 3256 | 2697 | 2628 | 2202 | 1790 |

Religión
La mayoría de la población es de religión católica. La única parroquia es la de Nuestra Señora de la Asunción dependiente de la diócesis de Ciudad Real. El actual párroco, desde mediados de septiembre de 2019, es Francisco José García Francés, natural de Daimiel. Los patronos son Nuestra Señora de la Carrasca y San Agustín.

## Economía

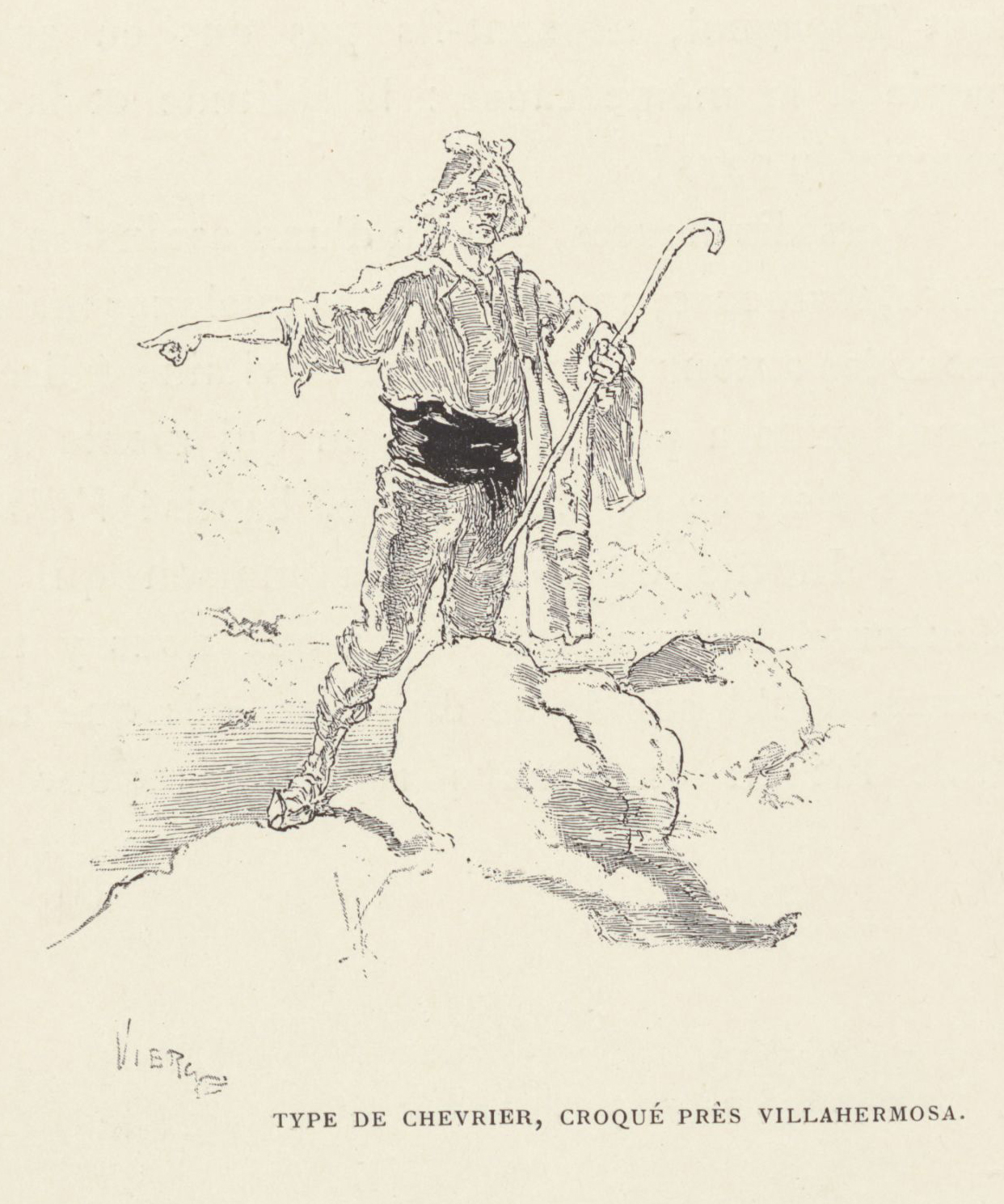
Cabrero en los alrededores de Villahermosa (1901)

La renta media local está en consonancia con las de los pueblos de la comarca que es una de las más deprimidas de la provincia. Según el INE, en 2016 la renta media por persona era de 8.041 euros y por hogar de 18.127 euros.
El sector principal de la economía local sigue siendo el primario. Los productos agrícolas más importantes son los de secano: el cereal, la vid y el olivo. Su término municipal está incluido en las denominaciones de origen "La Mancha" para el vino y "Campo de Montiel" para el aceite, aunque en la localidad no hay ninguna empresa productora de ninguno de estos productos. El fruto de la recolección de la uva y la aceituna se lleva principalmente a la Cooperativa "Nuestra Señora de la Antigua" de la vecina localidad de Villanueva de los Infantes de la que son socios numerosos villahermoseños. En la localidad hay una fábrica de harinas ("San Agustín") que exporta sobre todo al levante español y que produce harina de trigo de reconocida calidad. Existen pocas tierras dedicadas al regadío. En algunas grandes fincas se permitió en los años ochenta del pasado siglo la roturación de tierras de monte bajo (incluyendo la tala de milenarios sabinares) para su explotación intensiva mediante pozos y pivotes que son aún visibles fácilmente a través de fotografías aéreas. Esos pozos han afectado al acuífero 24 sobre el que se asienta el Campo de Montiel y del que las Lagunas de Ruidera son sus rebosaderos naturales.
En cuanto a la ganadería, destaca la ganadería ovina con algunas explotaciones importantes de oveja manchega que se han modernizado en los últimos años y que incluso han llevado a la creación de una fábrica de queso que comercializa con gran éxito el queso puro de oveja con la marca "Señorío de Villahermosa".
Pocas más industrias quedan por reseñar aparte de las ya mencionadas relacionadas con la agricultura y la ganadería. La confección de prendas de vestir que durante varias décadas tuvo un gran desarrollo está en franco retroceso debido principalmente a la competencia de las importaciones. También existe una empresa dedicada a la preparación de conservas con productos cárnicos, especialmente con derivados del cerdo, con la marca "Las Carrasquillas", y una empresa agrícola dedicada a los frutos secos que comercializa con la marca "Finca La Melonera". 
En el sector terciario, existen algunas iniciativas destinadas a fomentar el turismo rural, con diversos hostales y casas rurales abiertas en los últimos años y que han iniciado tímidamente una vía de diversificación de la economía local. Por último, la artesanía local típica, una vez prácticamente desaparecidos los últimos telares seculares, se limita al tratamiento del esparto. También hay una gran tradición en ganchillo y, en menor medida que en otras zonas de la provincia, al encaje de bolillos.

## Administración y política

### Gobierno municipal
El municipio se gobierna desde el Ayuntamiento de Villahermosa formado, desde junio de 2023, por nueve concejales, de entre los cuales se elige al alcalde.
| Periodo   | Nombre                                                                | Partido |
| --------- | --------------------------------------------------------------------- | ------- |
| 1979-1983 | Francisco Piñero Gallego                                              | AP      |
| 1983-1987 | Francisco Piñero Gallego                                              | AP      |
| 1987-1991 | Aurelio Castro Moreno (1987-1988) Alfonso Morales Morales (1988-1991) | PSOE    |
| 1991-1995 | Alfonso Morales Morales                                               | PSOE    |
| 1995-1999 | Tomás Castro Lorente                                                  | PP      |
| 1999-2003 | Tomás Castro Lorente                                                  | PP      |
| 2003-2007 | Isidro Villamayor Fernández                                           | PSOE    |
| 2007-2011 | Isidro Villamayor Fernández                                           | PSOE    |
| 2011-2015 | Isidro Villamayor Fernández                                           | PSOE    |
| 2015-2019 | Javier Piñero Díaz                                                    | PP      |
| 2019-2023 | Ángel Cano Nieto                                                      | PSOE    |
| 2023-act. | Ángel Cano Nieto                                                      | PSOE    |

### Elecciones municipales
|      | Censo | Votantes | Abstención | 1°             | %      | C | 2°   | %      | C | 3°    | %      | C | 4°  | %     | C |
| ---- | ----- | -------- | ---------- | -------------- | ------ | - | ---- | ------ | - | ----- | ------ | - | --- | ----- | - |
| 1979 | 3020  | 73,58%   | 26,42%     | Independientes | 65,25% | 8 | PSOE | 29,02% | 3 | UCD   | 5,27%  | 0 | -   | -     | - |
| 1983 | 2707  | 82,67%   | 17,33%     | AP-PDP-UL      | 56,85% | 6 | PSOE | 43,15% | 5 | -     | -      | - | -   | -     | - |
| 1987 | 2730  | 81,25%   | 18,75%     | PSOE           | 50,36% | 6 | AP   | 40,62% | 5 | PDP   | 4,69%  | 0 | CDS | 3,69% | 0 |
| 1991 | 2627  | 84,01%   | 15,99%     | PSOE           | 55,64% | 6 | PP   | 43,81% | 5 | -     | -      | - | -   | -     | - |
| 1995 | 2429  | 88,55%   | 11,45%     | PP             | 52,78% | 6 | PSOE | 45,99% | 5 | -     | -      | - | -   | -     | - |
| 1999 | 2330  | 88,24%   | 11,76%     | PP             | 53,13% | 6 | PSOE | 46,23% | 5 | -     | -      | - | -   | -     | - |
| 2003 | 2134  | 86,88%   | 13,12%     | PSOE           | 47,57% | 6 | PP   | 43,75% | 5 | Indep | 7,43%  | 0 | -   | -     | - |
| 2007 | 2008  | 86,11%   | 13,89%     | PSOE           | 57,33% | 6 | PP   | 41,49% | 5 | -     | -      | - | -   | -     | - |
| 2011 | 1968  | 89,32%   | 10,68%     | PSOE           | 49,69% | 6 | PP   | 48,84% | 5 | -     | -      | - | -   | -     | - |
| 2015 | 1754  | 87,34%   | 12,66%     | PP             | 44,12% | 5 | PSOE | 37,97% | 4 | UCIN  | 16,84% | 2 | -   | -     | - |
| 2019 | 1618  | 85,91%   | 14,09%     | PSOE           | 53,29% | 5 | PP   | 29,90% | 3 | Cs    | 15,79% | 1 | -   | -     | - |

C: Concejales obtenidos

## Monumentos y lugares de interés

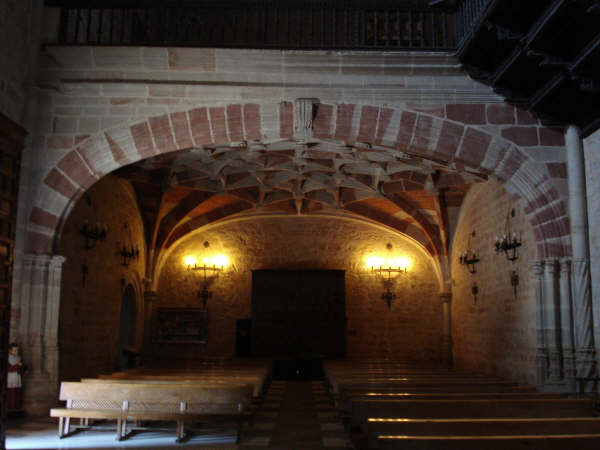
Vista del interior de la iglesia parroquial

La localidad cuenta con la iglesia parroquial de Nuestra Señora de la Asunción, de estilo gótico según un modelo común a varias iglesias de esta comarca, está documentada su construcción en la primera mitad del siglo XVI. Destaca su espléndida torre de 45 metros de altura. Su interior tiene planta de salón con una sola nave con 49 metros de longitud, 12 m de ancho y 19 m de alto. El aspecto actual del interior de la iglesia es el resultado de una amplia restauración y limpieza inaugurada el 19 de marzo de 1982. Destaca en su interior el coro y la tribuna lateral de madera donde se encuentra el órgano del siglo XVIII, que después de un minucioso proceso de restauración fue reinaugurado en septiembre de 2009. También la talla de un Crucificado obra de Faustino Sanz Herranz. En el exterior destacan la llamada "Puerta del Perdón" de estilo gótico flamígero y la puerta posterior de estilo renacentista. Fue declarada bien de interés cultural el 8 de octubre de 1991.
El Monumento de Semana Santa es un conjunto pictórico de finales del siglo XVII, magnífico ejemplo de arquitectura efímera barroca, casi único en España. Representa en diferentes planos la pasión de Jesús. Se encuentra en restauración.
Otros ejemplos de arquitectura religiosa son la ermita de San Agustín (mediados del siglo XVII) con una portada de estilo renacentista manierista, el interior es de estilo contemporáneo. Otras ermitas interesantes son las del Santo Cristo y San Sebastián.
Entre las construcciones destacables de arquitectura civil se encuentra en la acogedora plaza del pueblo el edificio del Ayuntamiento, antiguo pósito y la "Casa Márquez", buen ejemplo de arquitectura popular manchega del siglo XVII; dentro del sinuoso trazado urbano del núcleo central del pueblo destacan también la "Casa de la Encomienda" y a su lado la llamada "Casa del Arco".
Fuera del casco urbano se encuentran el Santuario de Nuestra Señora de la Carrasca, uno de los escasos ejemplos de plaza de toros adosada a una ermita de esta provincia; y el Cortijo de la Fuenlabrada, donde algunos sitúan las "Bodas de Camacho" del Quijote.
Entre los parajes naturales de su término municipal, destacan la Laguna Blanca, el paraje conocido como "Pasaero" que es un pequeño cañón que forma el curso del río Cañamares y las dehesas que existen camino de Montiel.

## Fiestas
Villahermosa tiene un calendario festivo bien cargado que se distribuye a lo largo de todo el año. Todos los festejos tienen en su origen una festividad religiosa católica. Los más importantes son los celebrados en honor de su patrona, la Virgen de la Carrasca y la Semana Santa. Las numerosas hermandades de la localidad colaboran muy activamente en la organización de los diferentes festejos. El calendario completo por meses es el siguiente:
Enero
- 17. San Antón. Su Hermandad es una de las más antiguas e históricamente fue la que más hermanos tenía. La víspera se realiza la 'lumbre de San Antón' delante de su ermita. El día principal de la celebración se realiza el 'refresco' invitación a todos los asociados y la tradicional entrega de regalos a los animales mejor cuidados, recuerdo de la época en que la competencia entre las diferentes yuntas de mulas por ver cual era elegida como la mejor. Se come el típico 'puñao' compuesto principalmente de candeal, guijas y garbanzos tostados.
- 20. San Sebastián. La víspera se celebra la 'lumbre de San Sebastián' delante de la ermita del Santo.

Febrero
- Jueveslardero. El jueves anterior al miércoles de ceniza se celebra esta fiesta en la que, si el tiempo lo permite; se sale a pasar la tarde al campo y donde se comen las 'botas', masa de pan frita en abundante aceite de oliva.
- Carnaval. Estas fiestas han conocido numerosos altibajos durante las últimas décadas. En los últimos años se celebran los concursos oficiales de máscaras así como la fiesta más animada, curiosamente, en el sábado posterior al miércoles de ceniza, cuando la Cuaresma ya ha comenzado.

Marzo
- 19. San José. La víspera, desde mediados los años setenta del siglo XX, se quema la única 'falla' de la provincia, más modesta que sus primas valencianas pero, como ellas, siempre representando cosas de la actualidad local o nacional. El día del Santo, su hermandad celebra después de la misa mayor, el 'refresco' y por la tarde la procesión de la imagen de San José por las calles del pueblo.
- Domingo de Pasión. El domingo anterior al de Ramos, como preludio de la Semana Santa, los 'hermanos' de Jesús Nazareno invitan a sus asociados al típico 'refresco' y por la tarde se procesiona la imagen titular de la Hermandad.

Abril
- Semana Santa. Dependiendo de los años puede variar entre finales de marzo y mediados de abril. Las celebraciones que crecen cada año con asistencia de numeroso público, están animadas por las cinco hermandades que procesionan por sus calles y por algunas tradiciones más que seculares. El programa de actos que se suceden durante estos días son:
  - Domingo de Ramos. Desde 2008 se cuenta con una imagen de Jesús entrando en Jerusalén montado en la borriquilla.
  - Martes Santo. Viacrucis nocturno por las calles del pueblo acompañando a la imagen de Jesús Nazareno.
  - Miércoles Santo. Los soldados romanos, elemento fundamental de la Semana Santa villahermoseña, acompañados de su banda de cornetas y tambores salen por la noche en búsqueda de Jesús por las calles del pueblo.
  - Jueves Santo. La conmemoración de la Última Cena en la iglesia parroquial termina con la entrada de los 'romanos' para apresar a Jesús, produciéndose el que es seguramente uno de los momentos más emocionantes de la Semana Santa calducha. Después comienza la llamada 'Procesión del Prendimiento' en la que participan el grupo de imágenes del 'Beso de Judas', 'Jesús atado a la columna', 'la Soledad' y 'San Juan'.
  - Viernes Santo. Se celebran tres procesiones desde la madrugada hasta ya pasada la medianoche.
    - La larga jornada comienza en la madrugada con la 'Procesión del Encuentro' o 'de la Madrugá'. Durante su primera parte se recitan por niños unos textos rimados que datan al menos del siglo XIX y que narran el camino de Jesús hacia el Calvario. Las imágenes participantes por orden de aparición son 'Jesús Nazareno', 'la Verónica', 'San Juan' y 'la Soledad'.
    - Después de la conmemoración de la muerte de Cristo y la adoración de la Cruz, cuando comienza a caer la tarde se celebra la 'Procesión del Entierro de Cristo', en ella procesionan 'El Cristo crucificado', 'el Descendimiento', 'la Véronica', 'San Juan', 'el Entierro de Cristo' y 'la Soledad'.
    - Al final del día, cerca de la medianoche, se celebra la 'Procesión de la Soledad', presidida por el silencio sólo roto por los cantos y la música de la Banda municipal de música; las imágenes que participan además de su titular son 'la Verónica', 'San Juan' y 'la Cruz con la Virgen de los Dolores'.

  - Sábado Santo. En la medianoche se celebra en la parroquia la Resurrección de Jesús.
  - Domingo de Resurrección. La 'Procesión del Resucitado' se celebra en la mañana del domingo produciéndose durante su recorrido el encuentro entre la imagen del Resucitado y la de la Virgen, su madre, en las proximidades de la ermita de San Agustín.
- 25. San Marcos. Tradicionalmente se sale al campo a comer los típicos 'hornazos', tortas horneadas que llevan un chorizo y un huevo cocido.
- 'Traída de la Virgen'. Romería de la patrona de Villahermosa, la Virgen de la Carrasca, desde su Santuario hasta la parroquia situada en el centro del pueblo. Aunque siempre se celebraba el último domingo de abril, en los últimos años para facilitar la asistencia de los muchos calduchos que viven fuera de Villahermosa se celebra en sábado, a finales de abril o el primero de mayo.

Mayo
- 15. San Isidro Labrador. Se celebra cada año con una romería y una jornada en el campo en los alrededores de su ermita que se encuentra en el sitio llamado de la 'Fuente Blanca' no demasiado lejos del nacimiento del río Azuer.
- 23. San Urbán. Patrono de Cañamares y Santa María, las aldeas pertenecientes a Villahermosa, que se encuentran camino de Villanueva de la Fuente.
- 'Último de Mayo'. Procesión de la Virgen de la Carrasca para celebrar el tradicionalmente conocido como 'mes de María'.

Junio
- Corpus Christi. Varía en fechas, dependiendo de la celebración de la Semana Santa. Una de las fechas más importantes del calendario religioso en Villahermosa, se celebra una gran procesión con la asistencia de todas las hermandades. Se colocan altares por el recorrido donde se expone la Custodia. Desde hace unos años se realizan alfombras de serrín de colores adornando las calles con diferentes motivos eurcarísticos.
- 13. San Antonio de Padua, la Hermandad del Santo celebra la festividad además de con su procesión, con el reparto del llamado 'Pan de San Antonio' a todos aquellos que asisten a su misa.

Julio
- 16. Virgen del Carmen. Procesión de la imagen.
- 26. Santa Ana. Celebraciones delante de la ermita del mismo nombre.

Agosto
- 27-31. Feria. En honor de su patrón, San Agustín, se celebra la feria a lo largo de la calle del mismo nombre, con un programa cargado de concursos, bailes y otras muchas actividades.

Septiembre
- 'Fiesta de la Virgen'. El segundo fin de semana se celebra la fiesta más importante del año del calendario festivo villahermoseño: la romería en honor de su patrona, la Virgen de la Carrasca. El fin de semana previo se celebra la subasta de los 'cuartos' y la procesión de la Virgen por las calles del pueblo. El sábado siguiente por la mañana temprano comienza la romería con el traslado de la Virgen a hombros de los 'quintos' desde la parroquia hasta su santuario, 13 kilómetros de camino que darán paso a tres días de celebraciones en honor a la Patrona con celebraciones religiosas, corridas de toros, conciertos y bailes.

Noviembre
- La noche previa a Todos los Santos, se celebran reuniones de amigos y familiares que preparan y comen los 'testones', hechos con cañamones, almendras y miel.

Diciembre
- Navidad. Los villancicos, aguilanderos y dulces típicos como las tortas de manteca y de aceite y los mantecados, son los elementos que diferencian estas fechas de las de otras localidades.